# Maniac Nurses
Pour plus de détails, voir Fiche technique et Distribution.
Maniac Nurses, également exploité sous le titre Maniac Nurses Find Ecstasy, est un film d'horreur belge réalisé par Léon Paul De Bruyn, sous le nom de Harry M. Love, et sorti en 1990.

## Fiche technique
Sauf indication contraire, les informations mentionnées dans cette section peuvent être confirmées par la base de données cinématographiques IMDb,  présente dans la section « Liens externes ».
- Titre : Maniac Nurses
- Titre alternatif : Maniac Nurses Find Ecstasy
- Réalisation : Léon Paul De Bruyn, sous le nom d'Harry M. Love
- Scénario : Léon Paul De Bruyn, sous le nom de Leon P. Howard
- Photographie : László Zentai (graphie au générique : Laslo Zentay)
- Montage : Johan Vandewoestijne, sous le nom de John Desert
- Production :  Léon Paul De Bruyn, sous le nom d'Harry M. Love,
- Société de distribution initiale : Troma
- Musique : Phillip Smithe
- Pays d'origine :  Belgique,  Hongrie,  États-Unis
- Langue originale : anglais
- Genre : horreur
- Durée :  75 minutes

## Distribution
- Susanna Makay : Sabrina
- Hajni Brown : Ilsa 
  1.     - (La cheffe du groupe d’infirmières. Elle incarne une figure d’autorité froide, sadique et manipulatrice. Son nom semble être une référence directe à Ilsa, She Wolf of the SS, un classique du genre nazisploitation).
- Celia Farago : Greta 
  1.     - (Une des “infirmières” subalternes, parfois montrée comme plus hésitante ou instable. Son rôle varie selon les scènes, et elle est parfois utilisée comme outil narratif pour introduire les fantasmes ou flashbacks).
- Nicola A. Gyony : Betty
- Magdalena Ryman : Ushi
- Any Schultz : Gretchen
- Agatha Palace : Ivy
- Mercedes Klein : fille enchaînée